# 牛津电铃

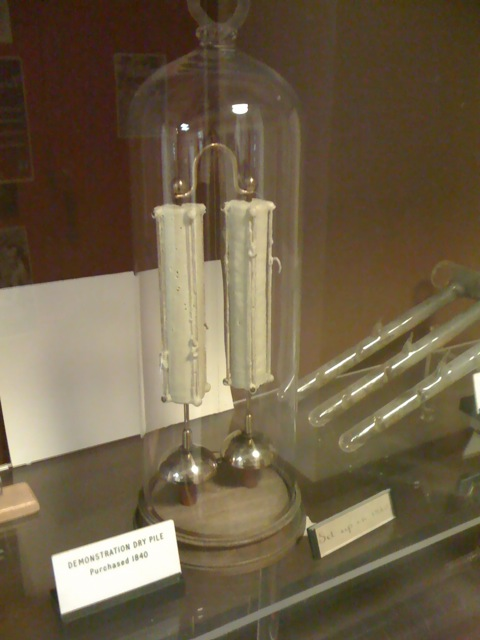
2009年12月的牛津电铃

经两个干电堆充电，铃舌在两个铃铛间不断移动。

牛津电铃（英語：Oxford Electric Bell）也称牛津电子钟或克拉伦登干电堆（Clarendon Dry Pile），是一个实验电铃，设立于1840年，并在此后几乎不间断运行。它是神职人员兼物理学家罗伯特·沃克（Robert Walker）为收藏而购买的第一批仪器之一。该设备位于英格兰牛津大学克拉倫登實驗室门厅附近的走廊中，尽管因放在两层玻璃后面而无法听到铃声，但仍在响。

## 设计
该实验包括两个黃銅铃铛——每个放在一个干电堆（一种早期电池）下方，一对串联的干电堆。铃舌是一个直径约4毫米的金属球，悬吊在两个干电堆之间，因静电力的作用使铃声交替响起。当铃舌碰到一个铃铛时，它被干电堆充电，然后被静电排斥，并被另一个铃铛吸引，如此反复。使用静电力意味着虽然需要高电压来产生推动，但只有极少量电荷从一个钟罩带到另一个钟罩，这也是该装置安装后干电堆持续有效的原因。其振荡频率为2赫兹（每秒循环2次）。
其干电堆的确切结构未知，只知道它们是用熔融的硫涂覆以作绝缘，并据猜测可能是赞伯尼电堆。
某种意义上，该设备在区分两种不同的电作用的理论方面起了重要作用：接触张力理论（一种基于当时流行的静电原理的过时科学理论）和化学作用理论。 
牛津电铃并未表现出永动机性质。如果铃舌没有先被磨尽，当两个干电堆的电荷均匀分配时，铃声将终止。牛津电铃自1840年以来已响起约100亿次，并保持着吉尼斯世界纪录“世界上最耐用的电池”。 

## 运作
自1840年以来，除偶尔因高湿度而短暂中断外，铃声还在不断响起。 此铃可能制造于1825年。 

## 拓展阅读
- Willem Hackmann, "The Enigma of Volta's "Contact Tension" and the Development of the "Dry Pile" （页面存档备份，存于）", appearing in Nuova Voltiana: Studies on Volta and His Times （页面存档备份，存于）, nb Volume 3 (Fabio Bevilacqua; Lucio Frenonese (Editors)), 2000, pp. 103–119.
- . Oxford Physics Teaching, History Archive.   [2008-01-18]. （原始内容存档于2013-01-21）.
- Croft, A J. . European Journal of Physics. 1984, 5 (4): 193–194. Bibcode:1984EJPh....5..193C. doi:10.1088/0143-0807/5/4/001.
- Croft, A J. . European Journal of Physics. 1985, 6 (2): 128. Bibcode:1985EJPh....6..128C. doi:10.1088/0143-0807/6/2/511.